# شهرداری کیسلا وودا
شهرداری کیسلا وودا (به لاتین: Kisela Voda Municipality) یک منطقهٔ مسکونی در مقدونیه شمالی است که در واردر استتیستیکل رگین واقع شده‌است. شهرداری کیسلا وودا ۴۶٫۸۶ کیلومتر مربع مساحت و ۱۲۵٬۳۷۹ نفر جمعیت دارد.